# 丹麥王國
丹麦王国（丹麥語：Kongeriget Danmark），通称丹麦，是一个由丹麦（为了与丹麦王国区分又称为“丹麦本土”）、法罗群岛和格陵兰组成的君主立宪制的複合国（联合王国），三者依照“王國邦联”的原则组成统一的君主立宪制的国家。掌握領導權的丹麥，控制其餘地區的司法、行政和立法權力。根據《法羅群島地區自治法案》，法羅群島構成王國人民的一個群體。《格陵蘭自治法案》沒有類似定義，而把格陵蘭人民稱為根據國際法有權進行民族自決的一群特殊人民。
丹麦王国的法律本质为单一制主权国家。1397年成立卡尔马联盟后，丹麦王室统辖瑞典和挪威，挪威占有的法罗群岛和格陵兰事实上归为丹麦王室管辖；1814年，这两块领地在法律上被确立为丹麦王国的领土。但由于与王国本土不同的历史和文化认同，法罗群岛、格陵兰有着高度的自治权利，在相当多领域有着自己独立的立法和行政职责。
王国邦联的法律事务依照《丹麦王国宪法》。1948年后，自治安排使得政治权利和职责由丹麦政府转移给法罗群岛和格陵兰当地。1978年，这样的政治体制安排被非官方地称为“rigsfællesskabet”，即王国邦联。但自1990年代以来，越来越多的人将王国的联合或是丹麦的王国领地简单地称呼为，故而这一词语也有时指代丹麦王国的领土。
《丹麦王国宪法》规定其适用于丹麦王国的任何部分，并且将立法、行政、司法权力定为丹麦议会、丹麦内阁、丹麦最高法院的责任。但是，法罗群岛和格陵兰相继于1948年和1979年获得地方自治权力，随着法罗群岛和格陵兰分别于2005年、2009年收获自治安排，丹麦政府对其内部事务已经没有实质影响力。

## 宪制
丹麦王国独特的政府体制根基于王国邦联的原则。这一原则派生自丹麦王国宪法的第一条。丹麦王国宪法的第一条规定了宪法适用于王国的所有地区。宪法法案则规定主權属于丹麦政府和议会专议的权力。法罗群岛和格陵兰的自治权力不可以基于国际法或条约，而必须建立在丹麦法律基础上。丹麦议会指定一定范围作为地方的自治权力来源。
丹麦王国的官方语言是丹麦语，丹麦王国的首都在哥本哈根。丹麦王国的政府、议会 連同最高法院都位於哥本哈根。议会中，格陵兰和法罗群岛各选举两席。

## 法律地位
法罗群岛和格陵兰有时被形容为丹麦王国的构成国。在丹麦的议会中，法罗群岛和格陵兰也确实分别有两个席位（议会共有179席）。不过随着2009年的相关法案使得格陵兰人获得国际法保障下的民族自治的权力，1948年以来法罗群岛的自治权力的松绑，两地区的自治权利不断增加，但自治的内容目前仅限于其内政。无论是格陵兰还是法罗群岛均无权制定于外交相关的法律；此外，哥本哈根的最高法院仍然享有终审裁决权，格陵兰和法罗群岛的案件也需要在丹麦的最高法院备案。丹麦的货币也是王国邦联成员的货币。丹麦负责王国邦联成员的外交和防务。
在2005年的法罗–丹麦法案中写明了：法罗群岛政府和丹麦政府之间属于“平等的伙伴关系”。尽管丹麦王国属于三地的邦联体制，不少评论家却将之视为联邦制或是特殊政府。Bogi Eliasen认为，丹麦王国并非单一制国家，而是有着联邦式分权元素的一种结构。丹麦法官弗雷德里克·哈霍夫称，丹麦王国既不是一个联邦（因其缺乏有如此效力的条约），也不是一个邦联。

## 王国邦联成員
王国邦联（丹麦语：Rigsfællesskabet）
- 丹麥本土（丹麦语： Danmark）
- 法罗群岛（丹麦语：Færøerne／法罗语：Føroyar）
- 格陵兰（丹麦语：Grønland／格陵兰语：Kalaallit Nunaat）

## 王国邦联各成員的数据对比
| 成员     | 人口       | 面积（平方公里） | 人口密度（人／平方公里） |
| 丹麥本土 | 5,736, 800 | 43,094           | 126                      |
| 法罗群岛 | 50,778     | 1,400            | 34                       |
| 格陵兰   | 57,000     | 2,165,600        | 0.026                    |

## 政府及政治
丹麦议会是国家的立法机构。议会由179人组成，其中175名以比例多數制（proportional majority）在丹麥選出，格陵蘭和法羅群島則各自選出2人。另外兩地各自有放權議會。國王則根據獲議會最多支持的人選分別任命三地的首相，作為政府首長。议会选举至少4年举办一次，但在議會任期完結前，首相有權根據個人判斷而提前召開選舉。
另外，格陵蘭和法羅群島國防、外交等事務由丹麥本土負責，而丹麥本土亦常予兩地經濟援助。其他事務則具完全自治權。

## 地理
在地理方面，丹麦、格陵兰和法罗群岛均隶属北方王国，并由欧洲北极部、欧洲大西洋部分以及位于环北地区的欧洲中部的一些省区共同治理。根据世界自然基金会的资料，丹麦的领土可以分为两个植被带：位于大西洋附近的混合林带和波罗的海附近的混交林带。法罗群岛由北法罗群岛草带覆盖，而格陵蘭则覆盖着格陵兰岛北极高苔原以及低北极苔原。

## 歷史
8至11世紀，古北歐人（Norse）發現昔德蘭群島、奥克尼、法羅群島、冰島和格陵蘭並在當地殖民，並嘗試在文蘭（估計是現在的紐芬蘭島的蘭塞奧茲牧草地）設立殖民區，也統治英格蘭部分地區（丹麥區）、愛爾蘭和諾曼第，在東面建立的基輔羅斯後來成為俄羅斯沙皇國。古北歐人管理連接北面格陵蘭和南面君士坦丁堡經俄羅斯河流的貿易路線。1536年，丹麥和挪威合併的共主邦聯丹麥-挪威成立。1814年根據《基爾條約》，丹麥-挪威聯盟解散，丹麥將原屬挪威的冰島、法羅群島及格陵蘭改為丹麥的屬土。此外，丹麥亦有海外殖民地：1620年-1869年統治丹屬印度（特蘭奎巴）、1658年-1850年統治丹屬黃金海岸（加納）以及1671年-1917年統治丹屬西印度群島（美屬處女群島）。 
冰岛1874年获得地方自治權，随后与1918年成为完全主权国家，并以丹麦国王兼任冰島國王。在丹麦被纳粹德国占领后，冰岛在1940年被英国占领，后在1944年的公投后废除君主制度，成为独立的共和国。1948年法罗群岛取得地方自治權。1973年，丹麦王国加入欧洲经济共同体（今歐洲聯盟），法罗群岛并未随之加入，而格陵兰则在取得自治后于1985年退出欧共体。两个属土都是因为渔业问题而与欧盟分道扬镳。格陵兰在1979获得地方自治權，再於2008年通過公投，爭取在2009年擁有更大的自治權。